# 노동자의 좌파전선

노동자의 좌파전선은 2011년 설립된 아르헨티나 트로츠키주의 정당들의 선거연합이다.